# Skušovke
Skušovke (Scombridae) su familija skuša, tuna, i bonita, koja obuhvata mnoge važne i poznate prehrambene ribe. Ova familija sadrži 51 vrstu u 15 rodova i dve potfamilije. Sve vrste su u potfamiliji Scombrinae, izuzev Gasterochisma melampus, koja je jedni pripadnik podfamilije Gasterochismatinae.
Skušovke imaju dva leđna peraja i seriju malih peraja iza stražnjeg leđnog i analnog peraja. Kaudalno peraje je podeljeno i kruto, sa vitkom, grebenastom osnovom. Prvo (bodljikavo) dorzalno peraje i karlična peraja normalno se uvlače u telesne brazde. Dužine vrsta variraju od 20 cm (7,9 in) kod ostrvske skuše do zabeleženih 4,58 m (15,0 ft) kod ogromne atlantske plavooke tune.
Skušovke su generalno predatori u otvorenom okeanu, i nalaze se širom sveta u tropskim i umerenim vodama. One imaju sposobnost postizanja znatne brzinu, zbog visoko hidrodinamičnog tela i uvlačenja peraja. Neki članovi porodice, a posebno tune, poznate su po tome što su delimično endotermične (toplokrvne), što je svojstvo koja im pomaže da održe veliku brzinu i aktivnost. Ostale adaptacije uključuju veliku količinu crvenih mišića, što omogućava održavanje aktivnosti tokom dužih perioda. Prema postojećim zapisima dva najbrža skombrida su vahu i žutoperajna tuna, koji mogu postići brzinu od 75 km/h (47 mph).

## Klasifikacija
Džordan, Everman i Klark (1930) su podelili ove ribe u četiri familije: Cybiidae, Katsuwonidae, Scombridae, i Thunnidae, ali su ih taksonomi kasnije klasifikovali u jednu familiju, Scombridae.
Svetska fondacija za prirodu i Londonsko zoološko društvo su zajedno izdali njihov „Izveštaj živuće plave planete” dana 16. septembra 2015. godine, u kome navode da je došlo do dramatičnig pada od 74% u svetskim zalihama riba ovog reda između 1970 i 2010, i da je globalna sveukučna „populaciona veličina sisara, ptica, reptila i riba prepolovljena u odnusu na prosek od pre samo 40 godina”.
Postojeća 51 vrsta je u podeljena u 15 rodova i dve podfamilije, pri čemu je podfamilija Scombrinae dodatno grupisana u četiri plemena:
Familija Scombridae
- Podfamilija [3][10]
  - Rod
- Podfamilija [3]
  - Pleme 
    - Rod 
    - Rod 

  - Pleme 
    - Rod 
    - Rod 
    - Rod 
    - Rod 

  - Pleme 
    - Rod 
    - Rod 
    - Rod 

  - Pleme [11].[12][13] – tune
    - Rod 
    - Rod 
    - Rod 
    - Rod 
    - Rod

## Literatura
- Sepkoski, Jack (2002). „A compendium of fossil marine animal genera”. Bulletins of American Paleontology. 364: 560. Архивирано из оригинала 20. 02. 2009. г. Приступљено 19. 5. 2011.